# Аллеге
Аллеге, Аллеґе (італ. Alleghe, вен. Aleghe) — муніципалітет в Італії, у регіоні Венето, провінція Беллуно.
Аллеге розташоване на відстані близько 510 км на північ від Рима, 110 км на північ від Венеції, 33 км на північний захід від Беллуно.
Населення — 1237 осіб (2014).
Щорічний фестиваль відбувається 3 лютого. Покровитель — святий Власій.

## Демографія
Населення за роками:

Станом на 1 січня 2023 року в муніципалітеті офіційно проживало 47 іноземців з 13 країн, серед них 10 громадян країн Євросоюзу та 4 громадяни України.

## Сусідні муніципалітети
- Колле-Санта-Лучія
- Рокка-П'єторе
- Сан-Томазо-Агордіно
- Сельва-ді-Кадоре
- Таїбон-Агордіно
- Валь-ді-Цольдо

## Спорт
У місті базується хокейна команда «Аллеге».